# 庵埠镇
庵埠鎮（传统外文名称）是中华人民共和国广东省潮州市潮安区下的鎮级行政單位，是潮安區人民政府所駐地，於1950年設鎮。東臨韩江，南部正位於北回歸線。處汕头市、潮州市、揭阳市三市的交界，距離汕頭市區10公里，距離潮州市區為29公里。自北宋元豐年設都，稱龍溪都，曾屬揭阳县及後屬海阳县（即今潮安區）管治，系潮汕地區乃至廣東的傳統名鎮。面積31.5平方公里，下轄31個村委會和5個社區。2017年，全鎮户籍人口16.67萬人，外來人口13萬人。以印刷及食品加工聞名。

## 歷史
庵埠古稱龍溪都，置於宋元豐（1078-1085年）之前，此名一直延續到中華民國，屬揭陽縣或海陽縣。1914年海陽更名潮安，一直歸屬之。民國初分為內龍溪和外龍溪區，1930年實行分區自治，改稱為第八區，1939年又改稱龍溪區，同時改溪中鎮為庵埠鎮，此後數次於第八區和龍溪區之間更改。1950年置庵埠鎮。1958年成立庵埠人民公社，1983年撤人民公社，置庵埠區和庵埠鎮，潮安縣併入潮州市，因此庵埠歸屬潮州市，1987年撤區，總稱庵埠鎮。1991年經國務院批准，在潮州市升格擴大區域的同時，恢復潮安縣。縣城設於楓溪鎮。1992年潮安縣城改設於庵埠鎮。
潮汕地區最早海關-庵埠海關總口
康熙22年（1683年）統一台灣后，于1685年宣佈廣州、松江、寧波、泉州為對外貿易港口，同時設四個海關。粵海關成立后在廣東沿海設置6個總口，立庵埠海關為第三總口，下轄雙溪口、溪東口、汕頭口、潮陽口、后溪口、海門口、達濠口、澄海口、長路口、南洋口、府館口、東隴口、樟林口、黃岡口、馬塘口、北砲台口。總口設在庵埠水吼橋。至今庵埠仍保存著雍正八年設立的“庵埠海關地界”石碑。

## 地理位置
庵埠鎮為北迴歸線的通過點，處於亞熱帶與熱帶之交。南瀕南海，具有海洋性季風氣候特點，氣候溫暖，日照充足，夏長冬短，雨量充沛，分佈不均。年平均氣溫 21.4℃，一年之間只有一、二月份平均氣溫小於15℃。年日照時數平均為1998.9小時，累計年降雨量為1668。3毫米，夏秋多颱風。
大部分為低平的沖積平原。平原處於韓江三角洲中、下部，是三角洲低平原與海岸沙隴堆積平原的過度地帶。據有關資料顯示，本鎮昔處海灣中，海浸形成於一萬一千年前的地球冰川後期，桑浦山成為海中的島嶼。其后海底開始沉積，並逐漸形成淺海，一千年前，海岸線大致已落在南部。
有丘陵分佈，有莊隴山、龍坑山、橫山、飛鳳山、虎山、石井頭山等，山表多為花崗岩。由於屬於衝擊平原，大小海跡遺留下很多水域，又歷人工改造，本鎮內形成有湖港河汊縱橫交錯的水網，水源主要來自桑浦山泉和韓江水。主要有梅林湖、庵前庵後溪、竹筒溪、莊寶隴新溪、庵江、斗門溪、亭廈前溪、西埔內港、企人港、大魚尾港、後隴池等等。

## 經濟發展
庵埠是粵東的經濟重鎮。2012年庵埠鎮規模以上工業總產值135億元，同比增長15%；實現外貿出口1.54億美元，同比增長28.54%，實現稅收8.17億元。以食品工業的發展和印刷包裝行業的崛起而蜚聲海內外。目前，庵埠鎮有民營企業1700多家，其中食品企業700多家，印刷包裝企業500多家。食品行業佔全鎮工業產值的52% ，印刷包裝行業佔全鎮工業產值的43%，被業界譽為“中國食品第一鎮”、“中國軟包裝第一鎮”、“包裝王國”。
庵埠鎮也是廣東省入選中國千強鎮行列中除珠三角外的三個鎮之一。

## 文化體育
自古有嶺海文明美譽的庵埠，歷來弘揚文化，發展教育、藝術、體育和科技。目前全鎮有中小學校34所，其中省一級學校1所、完全中學3所，歷年高考成績居全市鄉鎮之首，是省教育雙基先進單位。其中龍溪中學创建于清代，前身是開辦于清光緒六年（1880）的龍溪書院，至今已有一百三十多年。
庵埠民間傳統體育活動有賽龍舟、蕩鞦韆、游泳、武術等。各鄉村擁有龍舟近六十余艘，系潮汕地區之最盛。群眾性文化活動有潮劇、漢劇、紙影、潮州大鑼鼓、扮涂戲。遊燈、舞獅、英歌舞、猜謎、雜技等。全鎮有蘭花、信鴿、音樂、美術、書法、燈謎、田徑、武術、象棋、籃球、職工體育等十多個協會，組建了潮劇團、漢劇團、民樂團、話劇隊、長跑隊等一批文化活動團體。全鎮現有團書館一座、電影院四家、文化宮兩家，有綜合體育館兩座，全民健身場所兩座，其中庵埠中學體育館面積4200平方米，擁有2600個座位，是全縣之首。曾被國家體育總局授予“體育之鄉”、“億萬農民健身運動先進鄉鎮”等稱號。
庵埠是著名僑鄉，旅居海外及港澳台同胞近十萬人。海外僑團組織有新加坡鳳廊汾陽公會、新加坡劉隴同鄉會、新加坡寶隴林氏同鄉會、香港庵埠同鄉會等組織。庵埠華僑關係家鄉福利事業，無論何時無不慷慨解囊，踴躍捐款，由華僑及港澳同胞捐建的主要項目有庵埠華僑中學、維則小學、明誠小學、耀德學校、莊隴小學、永思學校、維文學校、鳳岐小學、教忠學校、華僑醫院等。

## 轄下村鎮
庵埠鎮轄有31個村委會和5個社區居委會。
乔林村、中山社区、中兴社区、仙乔社区、复兴社区、龙桥社区、霞露村、大桥村、砚前村、茂龙村、大干村、梅龙村、亭厦村、美乡村、林厝村、仙溪村、官路村、梅溪村、厦吴村、外文村、凤岐村、开濠村、文里村、刘陇村、溜龙村、莫陇村、薛陇一村、薛陇二村、潘陇村、郭陇一村、郭陇二村、郭陇三村、郭陇四村、龙坑村、庄陇村和宝陇村。

## 名人
- 陈波儿

## 外部連結
- 庵埠镇人民政府公众网